# Ikuo Shiosaki
Ikuo Shiosaki  (Japans 潮先郁男, Shiosaki Ikuo (Toyonaka, prefectuur Osaka, 1933) is een Japanse jazzgitarist en muziekpedagoog.
Ikuo Shiosaki speelde begin jaren 70 in Tokio met Shoji Suzuki & The Rhythm Aces, waarmee hij ook zijn eerste opnames maakte. In de jaren erna werkte hij met Kazuo Yashiro, Eiji Kitamura, Toshio Oida, Satoru Oda, Konosuke Saijo, Kohji Fujika, Ichiro Masuda en Shoji Suzuki. In de jaren 80 speelde hij ook met Benny Carter (Street of Dreams, Ebi, My Dear Friend, 1980), Hideko Okiyama (Summertime, 1981) en Akitoshi Igarashi. In de jazz was hij tussen 1972 en 1988 betrokken bij 26 opnamesessies. Een van zijn leerlingen was Shinobu Ito.